# NRW.INVEST
NRW.INVEST — организация по стимулированию экономического развития земли Северный Рейн-Вестфалия. Агентство занимается привлечением и поддержкой иностранных компаний, а также популяризацией земли в качестве инвестиционного региона. Являясь центральным источником информации для иностранных инвесторов NRW.INVEST помогает иностранным компаниям в осуществлении инвестиционных проектов на территории земли Северный Рейн-Вестфалия. Головной офис компании NRW.INVEST Germany расположен в Дюссельдорфе. Наряду с дочерними организациями в Японии и США агентство также имеет свои представительства в Англия, Китаe, Индии, Корее, Израиле,Польше, России и Турции.Земля Северный Рейн-Вестфалия является единственным владельцем компании NRW.INVEST.
В 2010 году отпраздновала своё 50-летнее существование «NRW.INVEST», организация по стимулированию развития экономики земли Северный Рейн-Вестфалия. Во время её основания в 1960 году эта организация, тогда именуемая как "рейнско-вестфальское промышленное общество с ограниченной ответственностью ", получила поручение поднять попавшую в кризис горнодобывающую промышленность.

## Задачи / Услуги
Во всем мире идет конкурентная борьба различных регионов за прямые иностранные инвестиции (ПИИ), целью которой является желание остаться конкурентно способными в глобализирующемся мире. Земля Северный Рейн-Вестфалия выступает здесь в качестве конкурента таким европейским мегаполисам как Лондон, Париж и области Рандстад в Голландии, а также соперничает с другими агломерациями по всему миру. В целях повышения популярности земли Северный Рейн-Вестфалия как места проведения экономической деятельности в Европе агентство NRW.INVEST предоставляет иностранным инвесторам пакет услуг на протяжении всего процесса размещения. При этом агентство тесно сотрудничает с правительством  Северного Рейна-Вестфалии, с региональными и местными учреждениями, занимающимися поддержкой экономики региона. Агентство NRW.INVEST специализируется на отдельных странах и отраслях промышленности. Как сотрудники центрального офиса компании NRW.INVEST Germany, расположенного в Дюссельдорфе, так и их коллеги из представительств и дочерних компаний на местах могут предоставить информацию компаниям, заинтересованным в проведении деятельности на территории земли Северный Рейн-Вестфалия, о самой федеральной земле как инвестиционно привлекательном объекте, об экономикe земли, об отраслевых кластерах региона, а также о налоговых и правовых аспектах ведения коммерческой деятельности в Германии.
Помимо предоставления общей информации NRW.INVEST помогает потенциальным инвесторам в решении специфических вопросов. По желанию клиента компания NRW.INVEST проводит анализ инвестиционного проекта и помогает в поиске подходящего места для размещения инвестиций. Также предоставляется информация по промышленным площадям на сайте Germansite.com. На этой странице инвесторы могут получить информацию по наличию свободных промышленных площадей на территории Северного Рейна-Вестфалии. Пользователю предоставлена подробная информация о 1000 свободных производственных площадей, включая все данные о контактных лицах. Помимо этого на этой странице можно ознакомиться с экономической и отраслевой структурой окрестностей региона.
Агентство оказывает всестороннюю поддержку инвесторам, начиная с оформления документов на визу, поиска данных рынка, заканчивая регистрацией компании и помощью в получении различных разрешений для регистрации. Зачастую NRW.INVEST является посредником между инвестором и представителями администрации, такими как Федеральное агентство по труду и занятости, ведомство по делам иностранцев и ведомство по надзору за строительством. Также после размещения компаний NRW.INVEST оказывает поддержку иностранным инвесторам в виде организации информационных и обучающих мероприятий, проводит консультации по вопросам расширения, открытия новой сферы или закрытия деятельности. Агентство NRW.INVEST работает по всему миру, сотрудничает с различными международными институтами. Оно является членом таких организаций как Германо-Французская Торгово-Промышленная Палата, Американская Торговая Палата в Германии, Британская Торговая Палата в Германии, портал химической промышленности ChemCologne,, сайт ChemSite,, Германо-Британская Торгово-Промышленная Палата и Германо-Турецкая Торгово-Промышленная Палата.

## Деятельность за границей
Помимо головного офиса в Дюссельдорфе агентство представлено двумя дочерними компаниями и тринадцать представительствами, расположенными по всему миру. Они поддерживают в своих странах контакт с представителями экономики, политики и администрации, создают рекламу федеральной земле Северный Рейн-Вестфалия в качестве инвестиционно привлекательного региона и привлекают тем самым потенциальных инвесторов на местах. Начиная с 2007 года агентство NRW.INVEST укрепило свои позиции на развивающихся рынках Индии и Турции. В связи с постепенным вовлечением экономик этих стран в мировую экономику следует ожидать существенного роста иностранных инвестиций. Поэтому в середине 2007 года агентство открыло представительство в индийском городе Пуне, а в январе 2008 года — филиал первой федеральной земли Германии в Стамбуле. Важность наличия представительств NRW.INVEST можно проиллюстрировать на примере Японии. Деятельность дочерней компании NRW Japan K.K. и меры по интенсивному привлечению инвестиций агентства NRW.INVEST внесли существенный вклад в развитие Северного Рейна-Вестфалии как экономического центра для японских компаний. Присутствие более чем 600 японских компаний на территории земли Северного Рейна-Вестфалии дало второе название столице федеральной земли Дюссельдорфу — «Маленький Токио». Другие представительства агентства NRW.INVEST расположены в Нанкин, Шанхае, Пекине, Чэнду, Гуанчжоу, Сычуань, Сеуле, Санкт-Петербурге, Москве, Кремниевой долине, Тель-Авиве и Варшаве. В 2008 году агентство NRW.INVEST открыло вторую дочернюю компанию в Чикаго.

## Прямые иностранные инвестиции в федеральной земле Северный Рейн-Вестфалия
Федеральная земля Северный Рейн-Вестфалия привлекает компании как внутри страны, так и из-за рубежа. Здесь располагаются 19 из 50 самых крупных компаний Германии (Bayer, Deutsche Post DHL (логистика), Deutsche Telekom (телекоммуникации), E.ON (энергетика), Metro AG (торговля продуктами питания), Henkel, Rewe Group (торговля), RWE (энергетика), ThyssenKrupp). Никакая другая федеральная земля Германии не привлекла такое количество прямых иностранных инвестиций.
В 2017 году процент прямых иностранных инвестиций, выпавший на долю земли Северного Рейна-Вестфалии, составил 23,3 % (172,5 миллиарда евро), и тем самым земля Северный Рейн-Вестфалия лидирует среди всех 16 федеральных земель по показателям прямых иностранных инвестиций в Германии.
Порядка 20 000 иностранных компаний из основных стран-инвесторов руководят своей деятельностью в Германии или Европе из федеральной земли Северного Рейна-Вестфалии. Каждая четвёртая иностранная компания Германии расположена в Северном Рейне-Вестфалии. Среди них мы находим много компаний мирового масштаба, таких как: BP, 3M, Ericsson, Ford, Fujitsu, Huawei, QVC, Toyota, UPS или Vodafone. В этих компаниях работают более одного миллиона человек.

## Будущее экономического развития региона
В ноябре,2020 NRW.Invest и NRW.International объединились в одну компанию. Новый NRW.Global Business сочетает в себе развитие рынка, привлечение инвестиций и геомаркетинг.